# ماهان عابدین
ماهان عابدین روزنامه‌نگار، متخصص مطالعات تروریسم و کارشناس مسائل سیاسی ایران، عراق و جنبش‌های اسلامی بود. او در ۳۱ مردادماه ۱۴۰۰ به دلیل ابتلا به ویروس کرونا درگذشت.
عابدین سردبیر نشریه تروریسم مونیتور بود که توسط بنیاد جیمزتاون منتشر می‌شود. او همچنین از نویسندگان بولتن اطلاعاتی خاورمیانه و مقاله‌نویس نشریات پرشماری از جمله روزنامه لبنانی دیلی استار و روزنامه تایلندی آسیا تایمز بود. او دارای مدرک کارشناسی ارشد نظریه سیاسی از مدرسه اقتصاد لندن داشت و به عنوان مشاور امور مالی، سیاسی و امنیتی مربوط به خاورمیانه فعالیت می‌کرد.